# Окур, Шазие
Шазие Эрдоган (Окур) (род. 23 февраля 1992, Анкара) — турецкая тяжелоатлетка. Чемпионка мира 2019 года. Двукратная Чемпионка Европы 2019 и 2022 годов в весовой категории до 45 кг. Установила новые рекорды в тяжёлой атлетике среди молодёжи в весе до 48 килограмм, подняв в рывке 79 килограмм, в толчке — 97 килограмма, всего 176 килограмм.

## Биография
Родилась в Анкаре в бедной семье. Её отец работал на стройке. Шазие начала заниматься тяжёлой атлетикой в возрасте 11 лет ещё когда она училась в начальной школе Кечиорена.
В 2009 году Шазие Окур принимала участие на молодёжном чемпионате Европы по тяжёлой атлетике. Там она установила 4 рекорда, подняв в рывке 79 килограмм, в толчке — 97 килограмма, в общей сложности за несколько попыток 172 и 176 килограмм.
Шазие тренировали Талат Унлю, Мустафа Доган, Эркан Кайыр и Нурджихан Гёнюль.
В 2013 году Шазие Окур была на два года отстранена Международной федерацией тяжёлой атлетики от международных соревнований за использование анаболического стероида станозолола.
В 2019 году на чемпионате Европы в Батуми, в новой весовой категории до 45 кг, турчанка сумела победить по сумме двоеборья и стать самой первой чемпионкой Европы в этом весе. 
На предолимпийском чемпионате мира 2019 года, который проходил в Таиланде, турецкая спортсменка завоевала титул чемпионки мира с общим весом на штанге 169 кг. В упражнении рывок она также была первая (77 кг), в толкании завоевала малую серебряную медаль (92 кг). 
В апреле 2021 года на чемпионате Европы в Москве, турецкая спортсменка заявилась в олимпийской весовой категории до 49 кг. Итогом такого выступления стало пятое место с результатом по сумме двух упражнений 175 килограмм и малая бронзовая медаль в толчке с весом на штанге 97 килограмм.
В декабре 2021 года приняла участие в чемпионате мира, который состоялся в Ташкенте. В весовой категории до 45 килограммов, турчанка по сумме двух упражнений с весом 169 кг завоевала бронзовую медаль турнира. В упражнении рывок она завоевала малую серебряную медаль (76 кг), а в упражнении толчок малую бронзовую (93 кг).
В мае 2022 года на чемпионате Европы в Тиране, турецкая спортсменка выступила весовой категории до 45 кг. Итогом такого выступления стало второе чемпионство с результатом по сумме двух упражнений 163 килограмма и малые золотые медали.

## Достижения
Чемпионат мира
| Результат | Вес       | Год  | Место соревнований  | Рывок | Толчок | Общий вес |
| Бронза    | до 45 кг. | 2021 | Ташкент, Узбекистан | 76,0  | 93,0   | 169,0     |

Чемпионат Европы
| Результат | Вес       | Год  | Место соревнований | Рывок | Толчок | Общий вес |
| Бронза    | до 48 кг. | 2010 | Минск, Белоруссия  | 78,0  | 95,0   | 173,0     |
| Золото    | до 45 кг. | 2019 | Батуми, Грузия     | 75,0  | 88,0   | 163,0     |
| Золото    | до 45 кг. | 2019 | Тирана, Албания    | 73,0  | 90,0   | 163,0     |

Чемпионат Европы среди молодёжи
| Результат | Вес       | Год  | Место соревнований | Рывок    | Толчок   | Общий вес |
| Золото    | до 48 кг. | 2009 | Ландскруна, Швеция | 79,0 ERY | 97,0 ERY | 176,0 ERY |

Примечание
- ERY Рекорд Европы среди молодёжи